# 쓰야마역
쓰야마역(일본어: 津山駅, つやまえき)는 일본 오카야마현 쓰야마시에 있는 역이다.

## 이용 가능 철도 노선
- 서일본 여객철도
  - 기신 선
  - 인비 선
  - 쓰야마 선

## 타는 곳
| 1 | ■인비 선         | 미마사카카모・나기・지주 방면               |
| 2 | ■기신 선（상행） | 하야시노・고주키・사요 방면                 |
| 3 | ■기신 선（하행） | 주고쿠카쓰야마・니미 방면                   |
| 4 | ■쓰야마 선       | 후쿠와타리・다케베・가나가와・오카야마 방면 |

## 역 역사
- 1923년 8월 21일 - 영업 개시.